# António da Madalena
António da Madalena (sommetider stavet, Antonio da Magdalena) var en portugisisk kappuchinermunk, der var en af de første vesterlændinge til at besøge templerne ved Angkor. Han rejste rundt på stedet i 1586 og i 1589 gav han en beskrivelse af sine indtryk til historikeren Diogo do Couto før han blev dræbt i et sibsforlis ud for Natal. Han forsøgte at hjælpe i en restaureringsindsats for Angkor, men projektet var ikke succesfuldt.